# Alexander Gil
Pour les articles homonymes, voir Gil.
Gil  Sánchez est un nom espagnol. Le premier nom de famille, en général paternel, est Gil ; le second, en général maternel, souvent omis, est Sánchez.
Ángel Alexander Gil Sánchez, né le 25 septembre 1992 à San Vicente (département d'Antioquia), est un coureur cycliste colombien.

## Biographie
En 2020, il vit à Marinilla.

## Palmarès et résultats

### Palmarès par année
- 2016
  - 3e étape de la Vuelta al Tolima
  - 3e de la Vuelta al Tolima
  - 3e de la Clásica de Marinilla
  - 3e du Clásico RCN
- 2018
  - 4e étape de la Vuelta al Tolima
- 2019
  - 3e étape de la Vuelta al Tolima
  - 2e de la Clásica de Anapoima
  - 3e du Clásico RCN
- 2020
  - 2e étape du Tour de Colombie
  - 2e étape de la Vuelta al Tolima
  - Vuelta a Antioquia :
    - Classement général
    - 2e, 3e et 4e (contre-la-montre) étapes
- 2021
  - 2e du Tour de Colombie
- 2022
  - Vuelta al Sur  :
    - Classement général
    - 3e étape

  - 2e de la Vuelta a Antioquia
- 2023
  - 4e étape de la Vuelta a Antioquia
  - 3e de la Vuelta a Antioquia
  - 3e de la Clásica de Girardot

### Classements mondiaux
| Année            | 2018 | 2019 |
| ---------------- | ---- | ---- |
| UCI America Tour | 365e | 493e |